# Raphael Rohrer
Raphael Rohrer (ur. 3 maja 1985 w Grabs) – liechtensteiński piłkarz grający na pozycji napastnika. Od 2011 roku jest zawodnikiem klubu FC Triesen.

## Kariera klubowa
Swoją karierę piłkarską Rohrer rozpoczął w klubie FC Schaan. Zadebiutował w nim w 2002 roku. W 2003 roku odszedł do FC Vaduz, z którym zdobył Puchar Liechtensteinu w sezonie 2003/2004. W sezonie 2004/2005 grał w FC Chur 97, a w latach 2005–2007 był piłkarzem USV Eschen/Mauren. W sezonie 2007/2008 ponownie występował w FC Vaduz, z którym zdobył swój drugi liechtensteiński puchar. W latach 2008–2011 grał w USV Eschen/Mauren, a latem 2011 został zawodnikiem FC Triesen.

## Kariera reprezentacyjna
W reprezentacji Liechtensteinu Rohrer zadebiutował 7 czerwca 2003 roku w przegranym 1:3 meczu eliminacji do Euro 2004 z Macedonią, rozegranym w Skopje. 2 czerwca 2007 w meczu eliminacji do Euro 2008 z Islandią (1:1) strzelił jedynego gola w kadrze narodowej. W swojej karierze grał również w eliminacjach do MŚ 2006 i do MŚ 2010. W kadrze narodowej od 2003 do 2009 roku rozegrał 44 mecze i strzelił 1 gola.